# شیرین‌بلاغ (شکی)
شیرین‌بلاغ (به لاتین: Şirinbulaq) یک منطقه مسکونی در جمهوری آذربایجان است که در شهرستان شکی واقع شده است. شیرین‌بلاغ ۷۴۸ نفر جمعیت دارد.